# Ник Истер
Ник Истер (енгл. Nick Easter; 15. август 1978) професионални је рагбиста и дугогодишњи енглески репрезентативац који тренутно игра за премијерлигаша Харлеквинс.

## Биографија
Висок 193 цм, тежак 115 кг, Истер је пре Квинса играо за Орел РФК. За енглеску репрезентацију одиграо је до сада 54 тест мечева и постигао 65 поена.